# Dødsnatten i Twin Fork
Dødsnatten i Twin Fork er en amerikansk stumfilm fra 1920 af Edward Sloman.

## Medvirkende
- Roy Stewart som Dr. Barnes
- Marguerite De La Motte som Mary Warren
- Noah Beery som Sim Gage
- Betty Brice som Annie Squires
- Arthur Morrison som Wid Gardner
- J. Gordon Russell som Aleck
- Edwin Wallock som Frederick Waldhorn
- Tom O'Brien som Charlie Dornewald
- Aggie Herring som Mrs. Jensen